# Bryan Hextall
Temple de la renommée : 1969
Bryan Aldwyn Hextall (né le 31 juillet 1913 à Grenfell, dans la Saskatchewan, au Canada - mort le 25 juillet 1984 à Portage la Prairie, au Manitoba, Canada) est un joueur professionnel canadien de hockey sur glace qui évoluait au poste d'ailier. Considéré comme un des meilleurs ailiers des années 1940, il termine meilleur buteur de la Ligue nationale de hockey (LNH) à deux reprises et meilleur pointeur une fois. Il est également sélectionné trois fois dans la première équipe d'étoiles de la LNH et une fois dans la deuxième. Il marque le but vainqueur en prolongation de la finale de la Coupe Stanley qui donne le titre aux Rangers de New York. Père et grand-père de joueurs de la LNH, il est intronisé au temple de la renommée du hockey en 1969.

## Biographie

### Carrière
Né à Grenfell dans la Saskatchewan en 1913, Hextall grandit à Poplar Point dans le Manitoba. Il y joue ses premiers matchs, remportant le championnat de jeunes en 1929-30. Il joue en junior avec les Monarchs de Winnipeg en 1931–32 avant de rejoindre les Terriers de Portage avec lesquels il remporte le titre de meilleur buteur de la Ligue de hockey junior du Manitoba en 1932–33.
Il commence sa carrière professionnelle en 1933-34 avec les Lions de Vancouver dans la North West Hockey League (NWHL). Il y reste trois saisons et termine meilleur buteur en 1935-36 avec 27 buts. L'année suivante, il intègre les Ramblers de Philadelphie dans l'International-American Hockey League et termine à nouveau meilleur buteur, encore avec 27 buts. Il joue trois matchs avec les Rangers de New York en 1937 puis devient membre à part entière de l'équipe en 1937-1938. Gaucher, Hextall joue aussi parfois à l'aile droite bien avant que cela ne devienne commun au hockey. Il marque au moins 20 buts lors de sept saisons régulières au cours de sa carrière dans la LNH, essentiellement alors qu'il est membre de la première ligne des Rangers avec Phil Watson et Lynn Patrick.
Hextall termine meilleur buteur de la LNH et est sélectionné dans la première équipe d'étoiles pour la première fois en 1939-1940. Il est un des meilleurs joueurs des Rangers lors de la finale de la Coupe Stanley 1940 contre les Maple Leafs de Toronto. Il marque un coup du chapeau et une aide pour mener les Rangers à la victoire au cours du deuxième match de la série et marque le but victorieux en prolongation du sixième match qui donne la troisième Coupe Stanley de leur histoire aux Rangers. C'est la dernière coupe remportée par les Rangers avant 54 ans.
La saison suivante, il est à nouveau sélectionné dans la première équipe d'étoiles alors qu'il termine encore meilleur buteur de la LNH et deuxième pointeur. En 1941-1942, il remporte le titre de meilleur pointeur, sept longueurs devant le second du classement et est sélectionné dans la première équipe d'étoiles pour la troisième année consécutive. Hextall enregistre ses records de buts et de points en 1942-1943 où il fait partie de la deuxième équipe d'étoiles. Outre son talent de buteur, il joue lors de 340 matchs consécutifs pour les Rangers entre 1937 et 1944, cette série prenant fin quand les autorités de guerre canadiennes lui refusent l'entrée aux États-Unis, les efforts des Rangers pour le récupérer restant vains. Empêché de poursuivre sa carrière dans la LNH, il redevient amateur et joue brièvement pour les Saints de St. Catharines dans l'Ontario Hockey Association.
La fin de la Deuxième Guerre mondiale permet à Hextall de rejoindre les Rangers en 1945-1946 mais pour une courte durée : il est hospitalisé pour une maladie du foie qui l'écarte de l'équipe après seulement trois matchs joués et fait craindre pour la suite de sa carrière. Il déjoue les pronostics des médecins et participe à 60 matchs des Rangers en 1946-1947. Après une dernière saison dans la LNH en 1947-1948, Hextall passe la saison 1948-1949 dans la Ligue américaine de hockey avec les Barons de Cleveland et les Lions de Washington avant d'annoncer sa retraite.
Hextall est intronisé au temple de la renommée en 1969 et est membre honoraire du temple de la renommée du Manitoba en plus d'y être nommé dans la deuxième équipe d'étoiles du siècle.

### Vie personnelle
Bryan Hextall est le premier de trois générations d'Hextall dans la LNH. Ses fils Bryan Jr et Dennis puis son petit-fils Ron ont fait carrière dans la ligue.
Il connaît des problèmes de circulation sanguine dans ses membres inférieurs après sa retraite, affection qui conduit finalement à l'amputation des deux jambes sous les genoux en 1978. Des jambes artificielles lui permettent de continuer à pratiquer sa passion pour la chasse. Il meurt d'une attaque cardiaque à son domicile en 1984.

## Statistiques
| Saison     | Équipe                   | Ligue      |     | Saison régulière | Saison régulière | Saison régulière | Saison régulière | Saison régulière |   | Séries éliminatoires | Séries éliminatoires | Séries éliminatoires | Séries éliminatoires | Séries éliminatoires |
| Saison     | Équipe                   | Ligue      | PJ  | B                | A                | Pts              | Pun              | PJ               | B | A                    | Pts                  | Pun                  |                      |                      |
| 1933–1934  | Lions de Vancouver       | NWHL       | 5   | 2                | 0                | 2                | 0                | —                | — | —                    | —                    | —                    |                      |                      |
| 1934–1935  | Lions de Vancouver       | NWHL       | 32  | 14               | 10               | 24               | 27               | 8                | 0 | 0                    | 0                    | 10                   |                      |                      |
| 1935–1936  | Lions de Vancouver       | NWHL       | 40  | 27               | 9                | 36               | 65               | 7                | 1 | 2                    | 3                    | 15                   |                      |                      |
| 1936–1937  | Ramblers de Philadelphie | IAHL       | 48  | 29               | 23               | 52               | 34               | 6                | 2 | 4                    | 6                    | 6                    |                      |                      |
| 1936–1937  | Rangers de New York      | LNH        | 3   | 0                | 1                | 1                | 0                | —                | — | —                    | —                    | —                    |                      |                      |
| 1937–1938  | Rangers de New York      | LNH        | 48  | 17               | 4                | 21               | 6                | 3                | 2 | 0                    | 2                    | 0                    |                      |                      |
| 1938–1939  | Rangers de New York      | LNH        | 48  | 20               | 15               | 35               | 18               | 7                | 0 | 1                    | 1                    | 4                    |                      |                      |
| 1939–1940  | Rangers de New York      | LNH        | 48  | 24               | 15               | 39               | 52               | 12               | 4 | 3                    | 7                    | 11                   |                      |                      |
| 1940–1941  | Rangers de New York      | LNH        | 48  | 26               | 18               | 44               | 16               | 3                | 0 | 1                    | 1                    | 0                    |                      |                      |
| 1941–1942  | Rangers de New York      | LNH        | 48  | 24               | 32               | 56               | 30               | 6                | 1 | 1                    | 2                    | 4                    |                      |                      |
| 1942–1943  | Rangers de New York      | LNH        | 50  | 27               | 32               | 59               | 28               | —                | — | —                    | —                    | —                    |                      |                      |
| 1943–1944  | Rangers de New York      | LNH        | 50  | 21               | 33               | 54               | 41               | —                | — | —                    | —                    | —                    |                      |                      |
| 1945–1946  | Rangers de New York      | LNH        | 3   | 0                | 1                | 1                | 0                | —                | — | —                    | —                    | —                    |                      |                      |
| 1946–1947  | Rangers de New York      | LNH        | 60  | 20               | 10               | 30               | 18               | —                | — | —                    | —                    | —                    |                      |                      |
| 1947–1948  | Rangers de New York      | LNH        | 43  | 8                | 14               | 22               | 18               | 6                | 1 | 3                    | 4                    | 0                    |                      |                      |
| 1947–1948  | Barons de Cleveland      | LAH        | 32  | 12               | 17               | 29               | 14               | —                | — | —                    | —                    | —                    |                      |                      |
| 19747-1948 | Lions de Washington      | LAH        | 25  | 6                | 6                | 12               | 2                | —                | — | —                    | —                    | —                    |                      |                      |
| Totaux LNH | Totaux LNH               | Totaux LNH | 449 | 187              | 175              | 362              | 227              | 37               | 8 | 9                    | 17                   | 9                    |                      |                      |